# 사탄 (사우스 파크)
사탄(Satan)은 사우스 파크 만화영화 시리즈에서 이따금씩 나오는 등장인물이다. 사탄에 기반을 두고 있으며, 트레이 파커가 목소리를 맡았다. 사탄은 기독교도를 심판하는 악마같이 지옥을 지배하고, 항상 신과 전쟁을 펼치려고 하지만, 무자비함과, 타고난 악독함하고는 거리가 멀다. 사탄은 다른 미디어에서도 묘사가 되는데, 그는 "사우스 파크"에서 다정한 마음과, 연민, 애정도 하는 주인공답지 않은 주인공이라고 할 수 있다.
"사우스 파크"에서 사탄의 등장의 대부분은(또한 "극장판 사우스 파크"에서의 그의 역할에서) 그의 동성애적인 로맨틱한 애정을 주목하고 있다. 옛날에 사탄은 사담 후세인과 같이 있었는데, 나중에 사탄은 사담에게 깊숙하게 빠지게 되지만, 그의 오만함 때문에 결국에는 사담을 죽이게 된다. 사탄은 나중에 2명의 다른 파트너인 크리스와 케빈과 지내게 된다. 사탄은 또한 좀처럼 보이지 않는 데미안이라는 아들을 두고 있는데, 데미안은 명확하게 적 그리스도의 딱지를 붙이고 있지 않고 있는데, 데미안은 명백하게 "오멘"의 등장인물인 데미안을 기초로 하였다.

## 기원
에피소드 "Damien"의 논평에서 사우스 파크의 제작자인 트레이 파커와 맷 스톤은 사탄과 사담의 사랑을 자신들의 영화인 베이스켓볼에서 가지고 왔다고 하였는데, 베이스켓볼에서 그들은 인상적인 소녀가 즉석에서 두명의 등장인물 장면을 시도하는 것을 보고, 사탄의 역할과 사담의 역할을 시도하였다/ 파커는 또한 다른 논평 트랙에서 언급했는데, 그와 스톤은 헬레이저3의 등장인물인 핀헤드를 보고 사탄을 겁쟁이로 만드는 것을 고무시켰다고 말했다.

## 세계 정복
사탄은 "사우스 파크"에서 3번동안 세계정복을 꾀했는데, 이제까지 "Damien" 과 "Best Friends Forever"과 또한 영화인 극장판 사우스 파크에서 세계 정복을 꾀하였다. 그 3번의 시도는 모두 다 깨졌고, 영화의 마지막에 사탄은 그의 동성애 상대인 사담 후세인과의 관계를 끊게 된다.

## 상상의 관계들
비록 이내 혼자가 되었지만, 사탄은 이제까지 3번의 로맨틱한 관계를 맺었다. 처음에는 사담 후세인이었는데, 사담이 너무 경박해서 사탄은 그를 죽여버리고 만다. 사탄은 나중에 크리스와 만났는데, 그러나 사담 만큼의 관계는 아니었다. 크리스와 사담이 자꾸 서로를 죽여대자 사탄은 신에게 도움을 요청한다. 사탄은 잠시 동안 홀로 지내라고 사탄에게 충고를 한다.
2005년에 만들어진 에피소드인 Best Friend Forever 에서, 사탄은 새로운 남친인 케빈을 맞아 들이는데, 케빈은 망토를 쓰고 있는 악마로써, 그는 스타워즈에 나오는 팰퍼틴 황제와/또는 Grima Wormtongue의 모습을 바탕으로 하고있고, 지옥에서 사탄의 조언자 역할을 하고 있는데, 에피소드의 마지막에서 그는 완벽하게 진 다음에도 계속 천국을 공격하자고 하는데, 사탄은 "너와는 끝났어!"라고 말한다(이것이 실제로 그들 사이 로맨스의 첫 번째 표시이었더라도 말이다). 
"Woodland Critter Christmas"에피소드에서 사탄은 보이지는 않지만, 그는 아마도 동물와 성행위를 했으며, 수태를 시켰다. 그래서 호저는 악독한 적그리스도를 잉태하게 된다;그러나 이 에피소드는 숙고해봐야 될 대상인데, 이 에피소드가 카트먼이 쓰고 발표하는 내용이기 때문이다.

## 할로윈
"Hell on Earth 2006" 에피소드에서 사탄은 그의 생일인 할로윈을 경축하기 위해서 Sweet Sixteen 식의 파티를 구상한다 - 이 가장 파티에는 지옥의 사람들이 모두 다 로스앤젤레스에 있는 W 호텔로 오도록 하였다. 에피소드에서 사탄은 TV의 리얼리티 쇼인 "My Super Sweet 16"에 나오는 것처럼 멍청한 사춘기 여자처럼 행동하고, 그가 파티에서 최고의 복장으로 뽑혀야 하고, 그의 조언자에게 그가 원하는 대로 정확히 되지 않았다고 화를 낸다. 에피소드의 마지막에 사탄은 할로윈이 자기의 것이 아닌, 모든 사람들의 것이라는 것을 알게 되고, 그리고 그는 멍청한 사춘기 여자를 더 이상 원하지 않게 되었다.